# Глазенап, Владимир Григорьевич
Владимир Григорьевич Глазенап (нем. Wilhelm Otto von Glasenapp; 1786—1862) — генерал-лейтенант русской императорской армии; герой Наполеоновских войн 1805—1814 годов, русско-турецкой войны 1828—1829 гг. и Польской кампании 1831 года; Георгиевский кавалер.

## Биография
Происходил из остзейского рода Глазенап, давшего русской армии и флоту многочисленных генералов и адмиралов. Родился 2 (13) февраля 1786 года (в словаре Половцова — 1784) в имении Пери в Эстляндии — сын голштинского майора Георга Магнуса фон Глазенапа (1744—1796), который 30 августа 1778 года женился на Вильгемине фон Данненштерн (1756—1804).
Образование получил в 1-м кадетском корпусе, из которого был выпущен 25 ноября 1804 года корнетом в Павлоградский гусарский полк.
В 1805 году во время первой войны с Наполеоном участвовал в сражениях при Амштетене, Шенграбене, Вишау и Аустерлице и за отличие в последнем получил орден Святой Анны 4-й степени.
Переведённый 17 августа 1806 года в Уланский Цесаревича Константина Павловича полк, принял участие и во второй войне с французами: был в сражениях при Гуттштадте, Гейльсберге и Фридланде и за последнее 20 мая 1808 года награждён золотой саблей с надписью «За храбрость»; 7 декабря 1807 года был произведён в поручики и 12 декабря 1810 года — в штабс-ротмистры.
Во время Отечественной войны он участвовал в августовском и октябрьском сражениях под Полоцком, под Белым, при Дриссе, Чашниках и Борисове.
В кампании 1813 года в Пруссии — при Бауцене, Люцене, Дрездене, Кульме, Лейпциге и Буттельштедте и в походе 1814 года во Францию — при Бриенне, Монмирале, Сезане, Сомпюи, Фер-Шампенуазе (был здесь ранен в левый бок пулей) и Париже. За отличие в этих боях награждён чином ротмистра (31 октября 1812 г.) и орденами: русскими — Святого Владимира 4-й степени с бантом за Полоцк (в октябре), Святой Анны 2-й степени за Кульм, Святого Георгия 4-й степени за Сомпюи (3 мая 1814 г., № 2930 по списку Григоровича — Степанова) и алмазными знаками к ордену Святой Анны 2-й степени (за взятие Парижа), прусскими — Железным крестом (за Кульм) и «Pour le mérite» (за взятие Парижа) и баварским — Максимилиана (за Сомпюи).
С 22 октября 1816 года — полковник; 7 декабря 1817 года был зачислен во вновь сформированный лейб-гвардии Уланский полк, а 23 ноября 1819 года назначен командиром Польского уланского полка.
По производстве 18 апреля 1826 года в генерал-майоры с 6 декабря того же года получил в командование Конно-гренадерский лейб-гвардии полк. С этим полком Глазенап участвовал в русско-турецкой войне 1828—1829 гг. в сражениях при Хаджи-Гассане, под Варной (здесь 18 сентября контужен в левый бок) и при Камчике и в осаде Силистрии и награждён орденом Святого Владимира 3-й степени (за Хаджи-Гассан) и 20 ноября 1828 года получил золотую саблю с надписью «За храбрость», украшенную алмазами.
Оставаясь полковым командиром, 14 марта 1829 года он получил командование 2-й бригадой 1-й лёгкой гвардейской кавалерийской дивизии.
Во время подавления Польского мятежа Глазенап со своей бригадой принимал участие в различных рекогносцировках и авангардных делах, а затем и в генеральных сражениях при Остроленке и Варшаве и получил ордена Святой Анны 1-й степени (за авангардные дела), Святого Владимира 2-й степени (за Остроленку), Святого Георгия 3-й степени (18 октября 1831 г., № 445 по кавалерским спискам Судравского и Григоровича — Степанова)
В воздаяние отличнаго мужества и храбрости, оказанных 25 и 26 августа 1831 года при штурме варшавских укреплений.
После войны короткое время командовал 1-й бригадой той же дивизии (с 20 января 1832 г.), а затем дивизиями: 2-й уланской (временный командующий с 10 февраля 1832, начальник с 13 сентября того же года), 5-й лёгкой кавалерийской (с 4 февраля 1836 года) и снова 2-й уланской (с 22 июля 1842 года); 6 декабря 1833 года был произведён в генерал-лейтенанты, был награждён орденами Святого Станислава 1-й степени (1829 г.) и Белого Орла (1837 г.) и двумя драгоценными табакерками (в 1836 и 1842 гг.).
После отставки с 1844 года жил в Санкт-Петербурге.
Умер 16 (28) декабря 1862 года в Санкт-Петербурге; погребён на Волковом лютеранском кладбище.

## Награды
российские:
- Орден Святой Анны 4-й степени (1805)
- Золотая сабля с надписью «За храбрость» (20.05.1808)
- Орден Святого Владимира 4-й степени с бантом (03.01.1813)
- Орден Святой Анны 2-й степени с алмазными знаками (13.03.1814)
- Орден Святого Георгия 4-й степени (03.05.1814)
- Орден Святого Владимира 3-й степени (20.10.1828)
- Золотая сабля с надписью «За храбрость», украшенная алмазами (20.11.1828)
- Орден Святого Станислава 1-й степени (Царство Польское, 25.06.1829)
- Орден Святой Анны 1-й степени (25.06.1831)
- Орден Святого Владимира 2-й степени (22.08.1831)
- Орден Святого Георгия 3-й степени (18.10.1831)
- Знак отличия беспорочной службы за XXV лет (22.08.1832)
- Знак отличия за военное достоинство 2-й степени (1832)
- Орден Белого орла (03.10.1837)
- Знак отличия беспорочной службы за XXXV лет (22.08.1842)

иностранные:
- Прусский орден Pour le Merite (1814)
- Баварский Военный орден Максимилиана Иосифа (1814)

## Семья
Был дважды женат: первый раз — на Магдалене Милевской, второй раз — на дочери генерал-лейтенанта С. В. Неклюдова, Варваре Сергеевне (1795—1844). Его дети:
- Николай (1828—1898); 12 августа 1846 года был выпущен коллежским секретарём из Пажеского корпуса, 10 июля 1849 года был определён поручиком в гусарский принца Гессен-Кассельского полк
- Анна (1829 — не позже 1863) — была замужем (с 14.05.1848) за Владимиром Александровичем Глазенапом
- Михаил (1830—1898); 13 июля 1848 года был выпущен из Пажеского корпуса корнетом в лейб-гвардии Конный полк; был женат (с 08.11.1868 в Париже) на графине Марии Амалии де Лудольф[1][2]